# Antti Aalto (hockeista su ghiaccio)
Antti Aalto (Lappeenranta, 4 marzo 1975) è un ex hockeista su ghiaccio e dirigente sportivo finlandese.

## Carriera
Iniziò la sua carriera nel Turun Palloseura. Fu scelto da Anaheim come 134º al draft del 1993. Continuò tuttavia a giocare in Finlandia col TPS, fino a quando nella stagione 1997-98 fu chiamato dal team statunitense e assegnato alla formazione affiliata in AHL, i Cincinnati Mighty Ducks.
Rimase con Anaheim fino al 2001. La stagione successiva ritornò in Finlandia, prima al Jokerit e poi di nuovo al TPS. Nel 2006 fu costretto al ritiro da un duro infortunio alla spalla. In carriera oltre a tre titoli nazionali di SM-liiga Aalto conquistò in ambito europeo una Coppa dei campioni, una European Hockey League ed una Continental Cup.

## Palmarès

### Club
- Campionato finlandese: 3

TPS Turku: 1992-1993, 1994-1995
Jokerit: 2001-2002
- Coppa dei campioni: 1

TPS Turku: 1993-1994
- IIHF Continental Cup: 1

Jokerit: 2002-2003
- European Hockey League: 1

TPS Turku: 1996-1997